# Bevrijdingsmonument Rosmalen

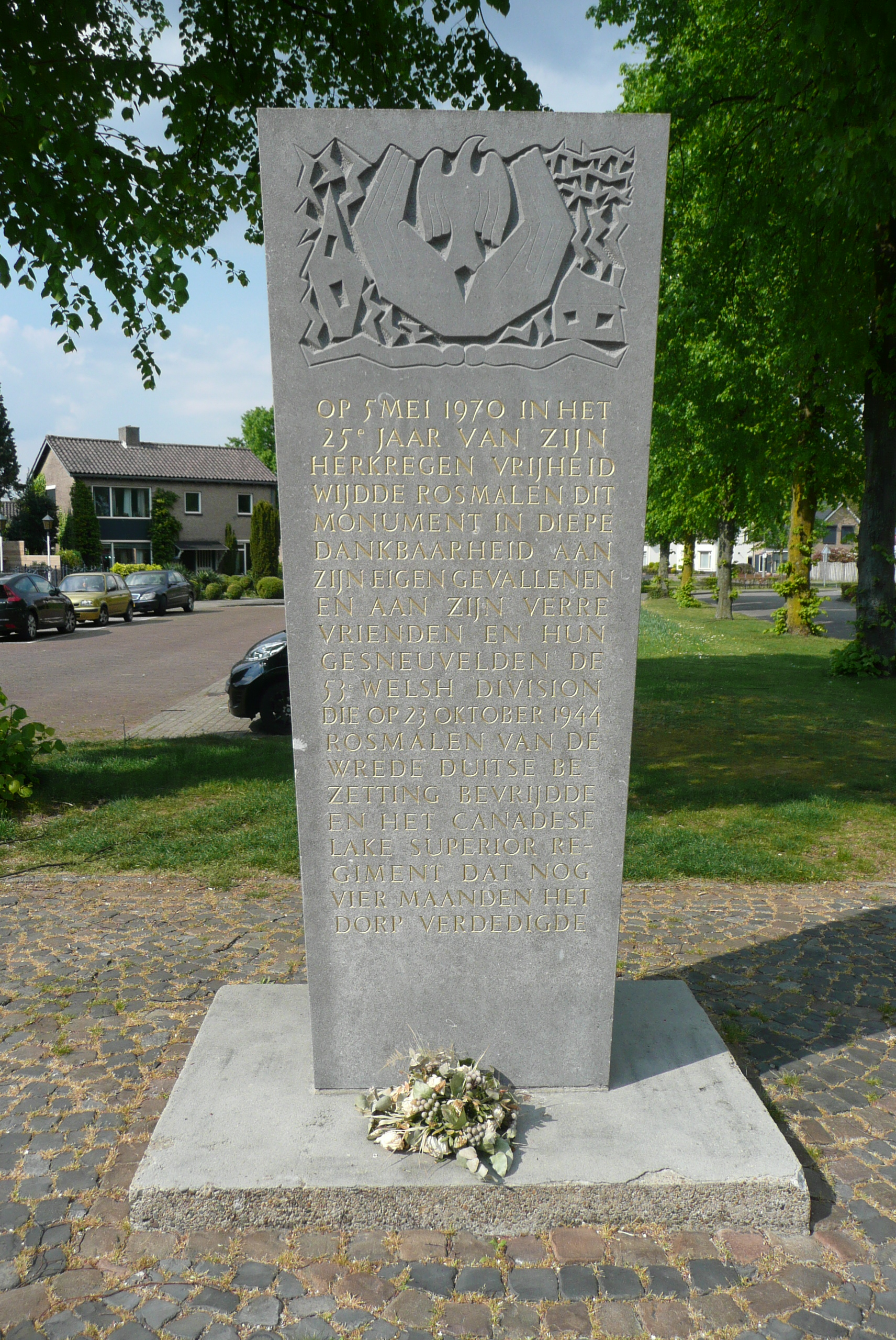

Het bevrijdingsmonument dat in Rosmalen aan de Schoolstraat staat, is een oorlogsmonument dat herinnert aan de bevrijding van Rosmalen op 23 oktober 1944. De zuil, een platte plaat van 2,5 meter hoog met een inscriptie erop, is door beeldhouwer Frans van der Burgt (1915-1985) gemaakt. Met dit monument wordt de bevrijding van Rosmalen door de geallieerden (Welsh Division en Canadese Lake Superior Regime) herdacht, evenals de medeburgers die gestorven zijn tijdens de bezetting.

## Ontstaansgeschiedenis
Frans van der Burgt maakte de zuil terwijl hij in Rosmalen woonde van 1960 tot 1969. De zuil werd op onthuld op de 25e herdenking van de bevrijding, 5 mei 1970, door burgemeester J.C. Molenaar en zijn vrouw.

## Locatie en vormgeving
Het bevrijdingsmonument is geplaatst op de Schoolstraat 16 in Rosmalen, in het zicht van de Sint-Lambertuskerk. Op de zuil staat de tekst:
Op 5 mei 1970 in het 25 jaar van zijn herkregen vrijheid wijdde Rosmalen dit monument in diepe dankbaarheid aan zijn eigen gevallenen en aan zijn verre vrienden en hun gesneuvelden de 53 Welsh Division die op 23 oktober 1944 Rosmalen van de wrede Duitse bezetting bevrijdde en het Canadese Lake Superior Regiment dat nog vier maanden het dorp verdedigde.
Boven deze tekst is een abstracte weergave van een opstijgende duif gehouwen, als symbool voor de vrede. Ook is het een verwijzing naar het bijbelse verhaal van Noah, waar de duif vond dat er weer bewoonbare aarde was. Hiermee is de duif ook een teken van goede tijdingen, hier een verwijzing naar de vrede na de oorlog. De zuil zelf staat symbool voor het opstijgen van de aarde, hier ook een verwijzing naar de vrede, het bevrijd zijn.

## Gebruik
Elk jaar op 4 mei is dit bevrijdingsmonument onderdeel van de dodenherdenking in Rosmalen. Tussen een dienst in de Sint-Lambertuskerk en een stille tocht wordt er een krans neergelegd.